# Salminus hilarii
Salminus hilarii är en fiskart som beskrevs av Valenciennes, 1850. Salminus hilarii ingår i släktet Salminus och familjen Characidae. Inga underarter finns listade i Catalogue of Life.